# Phelline confertifolia
Phelline confertifolia är en tvåhjärtbladig växtart som beskrevs av Henri Ernest Baillon. Phelline confertifolia ingår i släktet Phelline och familjen Phellinaceae. Inga underarter finns listade i Catalogue of Life.